# Roberto Alidosi
Pour les articles homonymes, voir Alidosi.
Roberto Alidosi (mort le 29 novembre 1362 à Imola) est un noble italien qui vécut au XIVe siècle, appartenant à la famille Alidosi de la ville d'Imola.

## Biographie
Fils de Lippo II Alidosi, Roberto Alidosi épousa Michelina Malatesta, fille de Malatesta III Malatesta, seigneur de Pesaro puis Giacomina Pepoli, de la famille régnante de Bologne en secondes noces.
Il succéda à son père comme seigneur d'Imola à sa mort en 1350 avec le titre de vicaire pontifical.
En 1356, il fut nommé capitaine des armées pontificales.
Il mourut le 29 novembre 1362 à Imola.

## Sources
- (ca) Cet article est partiellement ou en totalité issu de l’article de Wikipédia en catalan intitulé « Azzo Alidosi » (voir la liste des auteurs).

- (en) Cet article est partiellement ou en totalité issu de l’article de Wikipédia en anglais intitulé « Azzo Alidosi » (voir la liste des auteurs).